# ヘレミアス・レデスマ
ヘレミアス・コナン・レデスマ（Jeremías Conan Ledesma, 1993年2月13日 - ）は、アルゼンチン・ブエノスアイレス州ペルガミーノ出身のサッカー選手。カディスCF所属。ポジションはGK。

## クラブ経歴
2006年にCAロサリオ・セントラルのユースアカデミーに入団。2013年にトップチームに昇格するも、6シーズンは第2GKから抜け出せず、2017-18シーズンに台頭。2017年10月31日のCAティグレ戦でスーペルリーガ・アルヘンティーナ初出場。以降正GKに定着し、それまでのエースGKだったディエゴ・マティアス・ロドリゲスは、翌2018年1月にジェフユナイテッド千葉送りにされた。
2020年8月25日、カディスCFに1年間のローン移籍で加入したことが発表された。